# Hugo Toumire
Hugo Toumire (né le 5 octobre 2001 à Rouen) est un coureur cycliste français, membre de l'équipe Cofidis.

## Biographie
Hugo Toumire est né le 5 octobre 2001 à Rouen en Normandie, d'un père triathlète. Après s'être essayé à divers sports (athlétisme, natation), il commence le vélo à l'âge de douze ans (benjamin 2e année), à l'école de cyclisme du VC Rouen 76. Il rejoint ensuite le Vélo Club de Catenay en première année minime.
Lors de la saison 2017, il se révèle en obtenant huit victoires dans la catégorie cadets (moins de 17 ans). Il termine notamment quatrième du Trophée Madiot, tournoi réputé pour les coureurs de cette catégorie, tout en ayant remporté deux manches,. Grâce à ses performances, il intègre en septembre la BTWIN AG2R La Mondiale U19, structure soutenue par l'équipe World Tour AG2R La Mondiale. L'année suivante, il passe en catégorie juniors (moins de 19 ans). Il devient champion de Normandie du contre-la-montre et remporte le Trophée Louison-Bobet, course de niveau fédéral.
En 2019, il s'illustre en étant l'un des meilleurs éléments de l'équipe de France juniors. Au printemps, il devient le premier français à remporter la Course de la Paix juniors, grâce à un numéro en solitaire décisif sur la première étape. Il est également deuxième de Paris-Roubaix juniors et du Grand Prix Général Patton, disputé sur un parcours assez sélectif. Il confirme par ailleurs ses qualités de rouleur en devenant vice-champion de France du contre-la-montre juniors, à Beauvais.
En 2020, il rejoint le Chambéry CF, centre de formation de l'équipe AG2R La Mondiale. Séduite par ses performances sur la Course de la Paix juniors et Paris-Roubaix juniors, l'équipe Cofidis annonce le 13 octobre 2020 qu'il y passera professionnel, pour un contrat de deux ans, à partir de 2022. Il sera dans un premier temps stagiaire au sein de l'effectif à partir d'août 2021. Il rejoint le VC Rouen pour la saison 2021 mais suit un programme d'entraînement élaboré par Samuel Bellenoue, entraîneur chez Cofidis. En 2021, il se classe notamment cinquième du Tour de l'Avenir et du Tour de Savoie Mont-Blanc. 
Il lance sa carrière professionnelle en France, sur le Grand Prix La Marseillaise (103e) avant de prendre la direction du Tour d'Oman où il se classe 17e du classement général après les six étapes proposées. En mars et en juin, il est aligné sur deux courses par étapes du calendrier World Tour, le Tour de Catalogne et le Critérium du Dauphiné (46e au général). En fin de saison, il expérimente une nouvelle expérience en World Tour, sur le Grand Prix de Québec (99e), où il est échappé, puis de Montréal (76e). Sans résultat personnel notable mais constant tout au long de l'année, il réalise une première saison d'apprentissage au service de ses coéquipiers.
Lors de la saison 2023, il découvre son premier Grand Tour, le Tour d'Italie. Au départ de celui-ci, son équipe annonce la prolongation de son contrat pour les saisons 2024 et 2025, satisfaite de sa progression. Il conclut son premier Giro à la 82e place. Néanmoins, lors de la saison 2023 puis 2024, il ne traduit toujours pas les promesses entrevues par des résultats notables pendant qu'un autre coureur normand de sa génération, Kévin Vauquelin, commence à se constituer un palmarès.
Il vit son pire début de saison chez les professionnels en 2025. Malade en début de saison, il accumule les abandons puis constate une différence de puissance anormale entre sa jambe droite et sa jambe gauche. En avril, il termine 120e du Tour de Catalogne, devant Jan Castellon et Jokin Murguialday, la lanterne rouge. Malade, il abandonne lors de la troisième étape du Tour de Romandie. Il enchaîne alors les déconvenues, victime d'une chute sur la première étape du Critérium du Dauphiné dans une zone de ravitaillement, il abandonne, victime d'une légère commotion cérébrale.

## Palmarès

### Par années
- 2017
  - 1re et 7e manches du Trophée Madiot
- 2018
  - Champion de Normandie du contre-la-montre juniors
  - Trophée Louison-Bobet
  - 2e du Prix de la Saint-Laurent Juniors
- 2019
  - Course de la Paix juniors :
    - Classement général
    - 1re étape

  - Signal d'Écouves Juniors
  - 2e du Souvenir Rousse-Perrin
  - 2e du Trophée Louison-Bobet
  - 2e du Grand Prix Fernand-Durel
  - 2e de Paris-Roubaix juniors
  - 2e du Grand Prix Général Patton
  - 2e du championnat de France du contre-la-montre juniors
- 2020
  - 2e du Trio normand
- 2021
  - Champion de Normandie du contre-la-montre par équipes
  - Chrono 47 (contre-la-montre par équipes)
  - Trio normand

### Résultats sur les grands tours

#### Tour d'Italie
1 participation
- 2023 : 83e

### Classements mondiaux
| Année                                 | 2021 | 2022  | 2023  | 2024  |
| ------------------------------------- | ---- | ----- | ----- | ----- |
| Classement mondial                    | 725e | 1307e | 2098e | 2512e |
| UCI Europe Tour                       | 570e | 907e  | nc    | nc    |
|                                       |      |       |       |       |
| Légende : nc = non classéSource : UCI |      |       |       |       |